# JAB Code

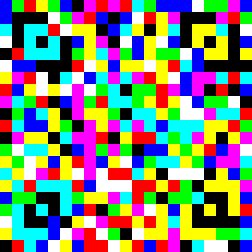
Приветствие из Википедии с ссылкой, закодированной восьмицветным кодом JAB (англ.)

JAB Code (англ. Just Another Barcode) представляет собой цветовую двухмерную матричную символику, состоящую из цветных квадратов, расположенных в квадратной или прямоугольной сетке. Он был разработан Институтом Фраунгофера SIT (Безопасные информационные технологии).
Код содержит один первичный символ, а также может содержать несколько вторичных символов. Основной символ содержит четыре поисковых узора, расположенных по углам символа.
Код использует 4 либо 8 цветов. Основные 4 цвета (голубой, пурпурный, желтый, черный) являются 4 основными цветами субтрактивной цветовой модели CMYK, которая является наиболее широко используемой системой в промышленности для цветной печати на белой основе, такой как как бумага. Остальные 4 цвета (синий, красный, зеленый и белый) являются вторичными цветами модели CMYK и возникают в результате равной смеси пары основных цветов.
Штрих-код не подлежит лицензированию и был отправлен на стандартизацию ISO/IEC в качестве стандарта ISO/IEC 23634, утвержден в начале 2021 года и окончательно доработан в апреле 2022 года. Программное обеспечение является открытым исходным кодом и опубликовано под лицензией LGPL версии 2.1. Спецификация находится в свободном доступе.
Поскольку цвет добавляет третье измерение к двумерной матрице, JAB-код может содержать больше информации на той же площади по сравнению с двухцветными (черно-белыми) кодами — четырехцветный код хранит вдвое больше информации по сравнению с аналогичным по размеру двухцветным кодом, а восьмицветный код — в три раза больше. Это позволяет хранить в штрихкоде целое сообщение, а не только частичные данные со ссылкой на полное сообщение в другом месте (например, ссылку на сайт), что устраняет необходимость в дополнительной постоянно доступной инфраструктуре, помимо самого печатного штрихкода. Он может использоваться для цифровой подписи зашифрованной цифровой версии печатных юридических документов, контрактов и сертификатов (дипломов, обучения), медицинских рецептов или для обеспечения подлинности продукции с целью повышения защиты от подделок.